# Ewa Filipowicz-Kosińska

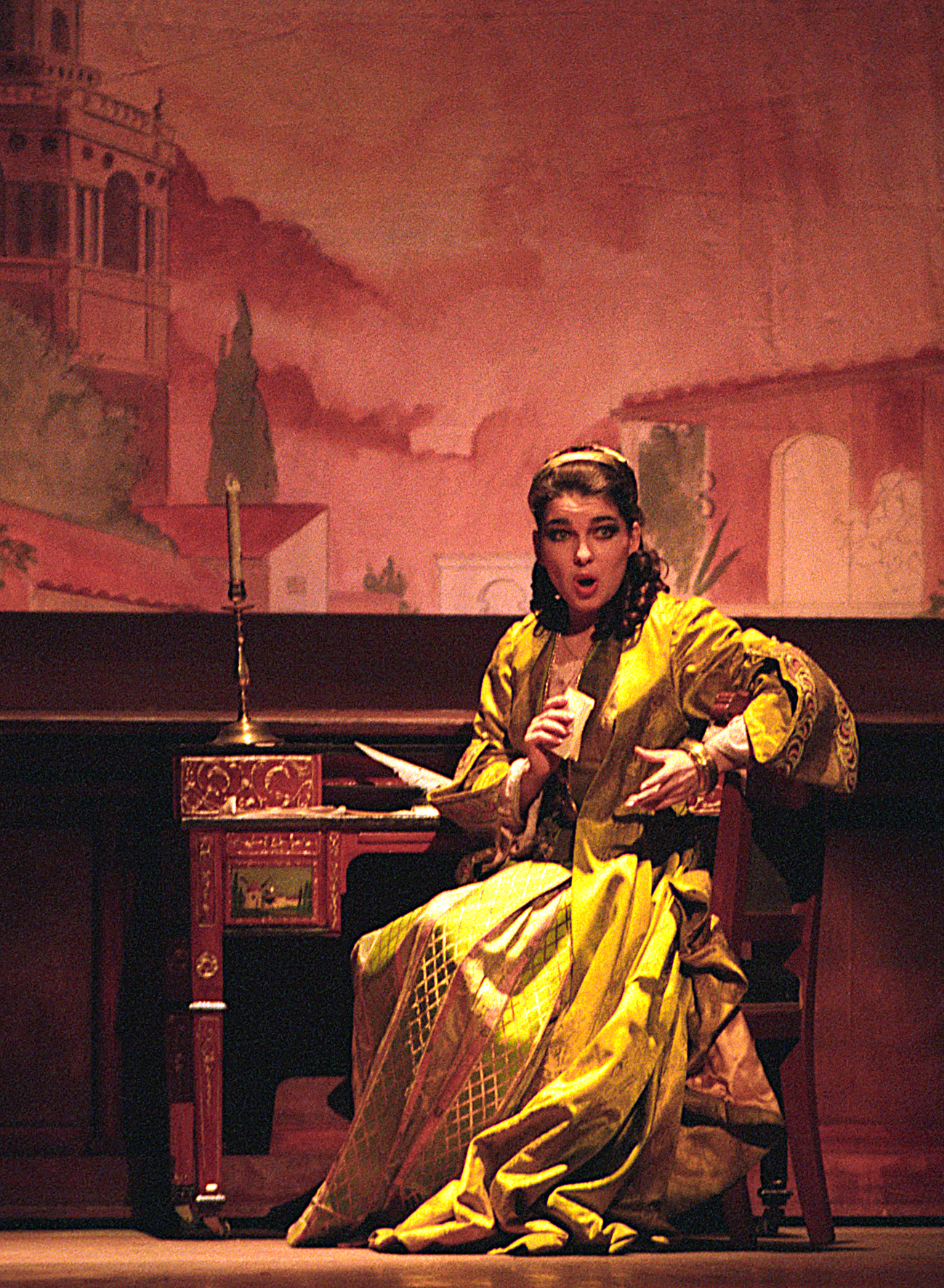
Ewa Filipowicz-Kosińska jako Rozyna w operze Cyrulik sewilski na scenie Teatru Wielkiego w Warszawie

Ewa Filipowicz-Kosińska – polska śpiewaczka, dr hab. sztuk muzycznych w zakresie wokalistyki (śpiew solowy), nauczyciel akademicki

## Życiorys
Ewa Filipowicz-Kosińska jest absolwentką Państwowej Średniej Szkoły Muzycznej w Szczecinie w klasie śpiewu solowego. Studiowała w Konserwatorium Muzycznym w Sofii (Bułgaria) w klasie śpiewu solowego i aktorstwa pod kierunkiem profesor Lili Stefanovej; studia ukończyła z wyróżnieniem, otrzymując w 1991 dyplom magistra sztuki. Debiutowała na scenie Opery Sofijskiej w roli III damy w Czarodziejskim flecie W. A. Mozarta oraz w roli Carmen we fragmencie opery Carmen G. Bizeta. Sztukę wokalną rozwijała, uczestnicząc w kursach mistrzowskich prowadzonych przez: maestrę Fiorenzę Cossotto, prof. Ryszarda Karczykowskiego, maestro Ubaldo Fabbri.
Od 2005 związana z Akademią Sztuki w Szczecinie jako nauczyciel akademicki. Prowadzi także klasę śpiewu solowego w Zespole Państwowych Szkół Muzycznych im. Feliksa Nowowiejskiego w Szczecinie.

## Praca artystyczna
W latach 1991–1992 była solistką Opery Śląskiej w Bytomiu, a w latach 1992–2011 – solistką Opery na Zamku w Szczecinie. W międzyczasie współpracowała z Teatrem Wielkim w Warszawie, Teatrem Wielkim w Łodzi, Teatrem Wielkim w Poznaniu, Teatrem Muzycznym „ROMA w Warszawie, Operą Śląską w Bytomiu, Operą Wrocławską, Operą Krakowską i Operą w Koszycach.
W swoim dorobku artystycznym ma wiele ról operowych i operetkowych, wśród nich najważniejsza to Carmen w operze Carmen G. Bizeta, którą wykonała 152 razy na wielu scenach Polski i Europy, w dziewięciu różnych reżyseriach, Rozyna w Cyruliku sewilskim G. Rossiniego, Jadwiga oraz Cześnikowa w Strasznym dworze S. Moniuszki, Fenena w Nabucco G. Verdiego, Olga w Eugeniuszu Onieginie P. Czajkowskiego, Niklas w Opowieściach Hoffmanna J. Offenbacha, Cherubin w Weselu Figara W. A. Mozarta, Jaś i Matka w Jasiu i Małgosi E. Humperdincka, Advirdson w Balu Maskowym G. Verdiego. Artystka wystąpiła w ponad 200 spektaklach zagranicznych, śpiewała na scenach m.in. Austrii, Niemiec, Holandii, Belgii, Szwajcarii, Danii, Anglii.
Jako solistka brała udział w wielu festiwalach: „Viva il Canto” w Cieszynie, w Festiwalu Muzyki Organowej i Kameralnej w Kamieniu Pomorskim, Śląskim Festiwalu im. L. von Beethovena – Koncerty Pokoju w Kościołach Pokoju, w Międzynarodowych Festiwalach Chóralnych w Szczecinie, w Międzynarodowych Festiwalach Pieśni w Międzyzdrojach, Międzynarodowym Festiwalu Muzyki Współczesnej im. W. Lutosławskiego, w Podlaskich Spotkaniach z arią, w Polickich Dniach Muzyki „Cecyliada”, w Międzynarodowym Festiwalu Muzycznym Sacrum – Non Profanum, Ogólnopolskim Turnieju Chórów Legnica Cantat.
Poza rolami operowymi wykonuje partie w dziełach oratoryjno-kantatowych, a także bierze udział w koncertach muzyki współczesnej oraz recitalach pieśni. W swoim repertuarze posiada rzadko wykonywane pieśni bułgarskich kompozytorów.
W latach 1999–2013 była organizatorką i wykonawczynią wraz z Mirosławem Kosińskim (baryton) oraz Władysławem Lupą (organy) cyklu letnich koncertów „Ave Maria w muzyce” odbywających się w Konkatedrze św. Jana Chrzciciela w Kamieniu Pomorskim.
Reprezentowała województwo zachodniopomorskie podczas Światowej Wystawy „EXPO 2000” w Hanowerze. Współpracowała z Domem Polskim POLONICUM w Berlinie, wykonując koncerty „Śpiewnik Narodu” i Pielgrzymstwa Polskiego.
Od 2012 prowadzi koncerty pieśni niepodległościowych „Ułani, ułani” organizowane przez Miejski Ośrodek Kultury w Policach. Zapraszana jest do udziału w koncertach, m.in. „Kulturalne Wielgowo”, w Willi Lenza. Ponadto wystąpiła w Wieczorze z Primadonną na Festiwalu J. Kusiewicza oraz w Łazienkach Królewskich w Warszawie.

## Prawykonania
- 2013 / Marcin Kopczyński / Kantata Kamieńska ku czci Matki Bożej Gaude Maria Virgo – 49 Międzynarodowy Festiwal Muzyki Organowej i Kameralnej w Kamieniu Pomorskim
- 1995/ Janusz Stalmierski   Symfonia Czterech Snów  – 50 lecie Radia Szczecin
- 2002 / Janusz Stalmierski  Symfonia-Hymn do Słońca – 50 rocznica Filharmonii Szczecińskiej
- 1999 / Karol Szymanowski Loteria na mężów – Opera na Zamku w Szczecinie, rola miss Huck, Druciarz
- 2000 / Charles  W. Heimermann Msza Aniołów – 40 lecie Szczecińskiego Chóru Chłopięcego „Słowiki”
- 2009 / M. Jasiński – Domini est terra / III część Ecce nunc benedicite Dominum
- 2017 / Andrzej Cwojdziński – Oratorium Tryptyk z Dawidem Pieśniarzem op.104, 51 Międzynarodowy Festiwal Organowy w Koszalinie
- 2019 / Piotr Gryska Stabat Mater – X rocznica śmierci Jana Pawła II

## Dyskografia
| ROK  | Tytuł płyty                               | Wydawnictwo                                                 |
| 1996 | Janusz Stalmierski Symfonia czterech snów | Polskie Radio Szczecin                                      |
| 1999 | Ave Maria                                 | MIDAT                                                       |
| 2014 | Marek Jasiński Domini est terra           | Parafia rzymskokatolicka przy Bazylice św. Jana Chrzciciela |
| 2018 | Józef Wieniawski – Complete Vocal Works   | Acte Préalable APO0410 2018                                 |
| 2022 | Carl Loewe – Lider                        | Small great music QBK 046 2022                              |

## Praca naukowo-dydaktyczna
Ewa Filipowicz-Kosińska od 2005 pracę artystyczną łączy z działalnością naukowo-dydaktyczną. W 2008 otrzymała stopień naukowy doktora sztuk muzycznych w zakresie wokalistyki na Wydziale Wokalnym Uniwersytetu Muzycznego Fryderyka Chopina w Warszawie. W 2015 na tym samym wydziale otrzymała stopień naukowy doktora habilitowanego sztuk muzycznych w zakresie wokalistyki. W tym samym roku została zatrudniona na stanowisku profesora uczelni w Akademii Sztuki w Szczecinie. Jest jednym z inicjatorów powstania kierunku wokalistyka utworzonego w 2013 w Akademii Sztuki w Szczecinie. Na Wydziale Edukacji Muzycznej pełniła funkcję kierownika Zakładu (do 2015), kierownika katedry (2015–2019), a w 2019 – prodziekana Wydziału Wokalnego. W latach 2020–2024 była Dziekanem Wydziału Wokalnego tej uczelni. Jest pomysłodawczynią i realizatorką wielu wydarzeń artystycznych, szczególnie łączących ze sobą sztuki wizualne oraz sztuki muzyczne. Poprzez swoje zaangażowanie dydaktyczne, organizacyjne oraz zaproszenie do współpracy 7 wydziałów Akademii Sztuki w Szczecinie, doprowadziła do produkcji opery Czarodziejski flet W. A. Mozarta (2023) i opery Flis Stanisława Moniuszki (2024).

## Publikacje
- Bułgarskie rytmy – nie taki diabeł straszny. Tradycyjna muzyka bułgarska w kształceniu wokalnym. [w:] Bogumiła Tarasiewicz (red.). Kształcenie wokalne. Wydaw. Oficyna Wydaw. Uniwersytetu Zielonogórskiego Zielona Góra 2016, s.135-142. ISBN 978-83-7842-246-4
- Bułgarska pedagogika wokalna. [w:] Bogumiła Tarasiewicz (red.). Kształcenie wokalne. Wydaw. Oficyna Wydaw. Uniwersytetu Zielonogórskiego Zielona Góra 2016, s.213-219. ISBN 978-83-7842-246-4
- Inspiracje twórcze solowej muzyki wokalnej Carla Loewe. [w:] Sylwia Burnicka–Kalischewska (red.). Szczeciński kompozytor Carl Loewe i jego liryka wokalna (Stettiner Komponist Carl Loewe und seine vokale Lyrik). Wydaw. Adam Marszałek Toruń 2017, s. 65-79. ISBN 978-83-8019-797-8
- "Potulicka” widziana przez pryzmat osiągnięć artystycznych Pierwszej Damy operetki Ireny Brodzińskiej [w:] Maria Behrendt, Sylwia Burnicka- Kalischewska (red.). Kultura muzyczna w Szczecinie 1884-2014. Wydaw. Adam Marszałek, Toruń 2018, s.155-181. ISBN 978-83-801-9996-5

## Działalność organizacyjna
- Wieloletni członek, a w latach 2005–2013 przewodnicząca koła Związku Artystów Scen Polskich przy Operze na Zamku w Szczecinie
- Członek Polskiego Stowarzyszenia Pedagogów Śpiewu
- Dyrektor Letniej Akademii Wokalno-Aktorskiej LAWA, odbywającej się w Kulicach[14]
- Dyrektor Międzynarodowego Konkursu Wokalnego im. Carla Loewe w Szczecinie
- Organizuje i prowadzi mistrzowskie kursy i warsztaty wokalne

## Medale, nagrody i wyróżnienia
- Medal z okazji XXX lat Międzynarodowych Festiwali Muzyki Organowej i Kameralnej w Kamieniu Pomorskim (1994)[3]
- Brązowy Medal „Zasłużony Kulturze Gloria Artis” (2007)[15] nadany przez Ministra Kultury i Dziedzictwa Narodowego, legitymacja nr 718
- Odznaka Honorowa „Zasłużony dla Kultury Polskiej” (2018)[8]
- Odznaczenie z okazji 100 rocznicy Związku Artystów Scen Polskich (2019)[8]
- Nagroda Ministra Kultury i Sztuki (1997) za osiągnięcia artystyczne i popularyzowanie sztuki wokalnej[3]
- Nagroda publiczności „Bursztynowy Pierścień” (1997) dla najlepszego aktora sezonu za rolę Rozyny w Cyruliku Sewilskim[16]
- Nagroda Rektora Akademii Sztuki w Szczecinie (2012) za wkład w życie i rozwój uczelni artystycznej, osiągnięcia zawodowe oraz aktywność pedagogiczną[8]
- Nagroda Rektora Akademii Sztuki w Szczecinie (2024) za organizację interdyscyplinarnych wydarzeń artystycznych
- Dyplom uznania za wybitne osiągnięcia w sztuce wokalno-aktorskiej na scenach teatrów operowych i całokształt pracy artystycznej przyznany przez Związek Artystów Scen Polskich (2000)
- Dyplom Honorowy Ministra Kultury i Dziedzictwa Narodowego za wybitne osiągnięcia zawodowe (2001)
- Plakietka pamiątkowa Związku Artystów Scen Polskich (2011) za osiągnięcia artystyczne, pracę na rzecz środowiska oraz osobiste zaangażowanie w popularyzację i upowszechnianie sztuki operowej
- Dyplom uznania od Związku Artystów Scen Polskich (2020)[5]